# 中條景資
中條景資（1532年？—1573年10月17日）是日本戰國時代至安土桃山時代的武將。上杉氏家臣。中條氏第20代當主。父親是中條藤資。

## 生平
在天文元年（1532年）出生（有異說）。永祿11年（1568年），在父親藤資死去後，繼承中條氏的家督。同年，在本庄繁長與武田信玄密通，打算謀反後，收到誘叛的密書，不過沒有響應，而是把密書直接送予主君上杉謙信。在謙信出兵征伐繁長時，加入攻撃本庄城（本庄繁長之亂）。
此後，以上杉氏重臣的身份，跟隨謙信轉戰越中國和關東地方。在天正元年9月22日（1573年10月17日）死去。享年42歲。因為沒有兒子，於是中條氏由婿養子景泰繼承。

## 外部連結
- 武家家伝＿越後中条氏（页面存档备份，存于）